# Биекция

Биективная функция.

Бие́кция — отображение, которое является одновременно и сюръективным, и инъективным. При биективном отображении каждому элементу одного множества соответствует ровно один элемент другого множества, при этом определено обратное отображение, которое обладает тем же свойством. Поэтому биективное отображение называют также взаимно однозначным отображением (соответствием).
Биективное отображение, являющееся гомоморфизмом, называют изоморфным соответствием.
Если между двумя множествами можно установить взаимно однозначное соответствие (биекцию), то такие множества называются равномощными. С точки зрения алгебры равномощные множества неразличимы.
Взаимно однозначное отображение конечного множества на себя называется перестановкой (или подстановкой) элементов этого множества.
Формально, функция {\displaystyle f\colon X\to Y} называется биекцией (и обозначается {\displaystyle f\colon X\leftrightarrow Y}), если она:
- переводит разные элементы множества {\displaystyle X} в разные элементы множества {\displaystyle Y} (инъективность):
{\displaystyle \forall x_{1}\in X,\;\forall x_{2}\in X\;x_{1}\neq x_{2}\Rightarrow f(x_{1})\neq f(x_{2})}.
- любой элемент из {\displaystyle Y} имеет свой прообраз (сюръективность):
{\displaystyle \forall y\in Y,\;\exists x\in X\;f(x)=y}.

Примеры:
- Тождественное отображение {\displaystyle \mathrm {id} \colon X\to X} на множестве {\displaystyle X} биективно.
- {\displaystyle f(x)=x,\;f(x)=x^{3}} — биективные функции из {\displaystyle \mathbb {R} } в себя; вообще, любой моном одной переменной нечетной степени является биекцией из {\displaystyle \mathbb {R} } в себя.
- {\displaystyle f(x)=e^{x}} — биективная функция из {\displaystyle \mathbb {R} } в {\displaystyle \mathbb {R} _{+}=(0,\;+\infty )}.
- {\displaystyle f(x)=\sin x} не является биективной функцией, если считать её определённой на всём {\displaystyle \mathbb {R} }.
- Строго монотонная и непрерывная функция {\displaystyle f(x)} является биекцией из отрезка {\displaystyle [a,b]} на отрезок {\displaystyle [f(a),f(b)]}.

Композиция инъекции и сюръекции, дающая биекцию.

Функция {\displaystyle f\colon X\to Y} является биективной тогда и только тогда, когда существует обратная функция {\displaystyle f^{-1}\colon Y\to X} такая, что:
{\displaystyle \forall x\in X\;f^{-1}(f(x))=x} и {\displaystyle \forall y\in Y\;f(f^{-1}(y))=y.}
Если функции {\displaystyle f} и {\displaystyle g} биективны, то и композиция функций {\displaystyle g\circ f} биективна, в этом случае {\displaystyle (g\circ f)^{-1}=f^{-1}\circ g^{-1}}, то есть, композиция биекций является биекцией. Обратное в общем случае неверно: если {\displaystyle g\circ f} биективна, то можно лишь утверждать, что {\displaystyle f} инъективна, а {\displaystyle g} сюръективна.